# Lombardlån

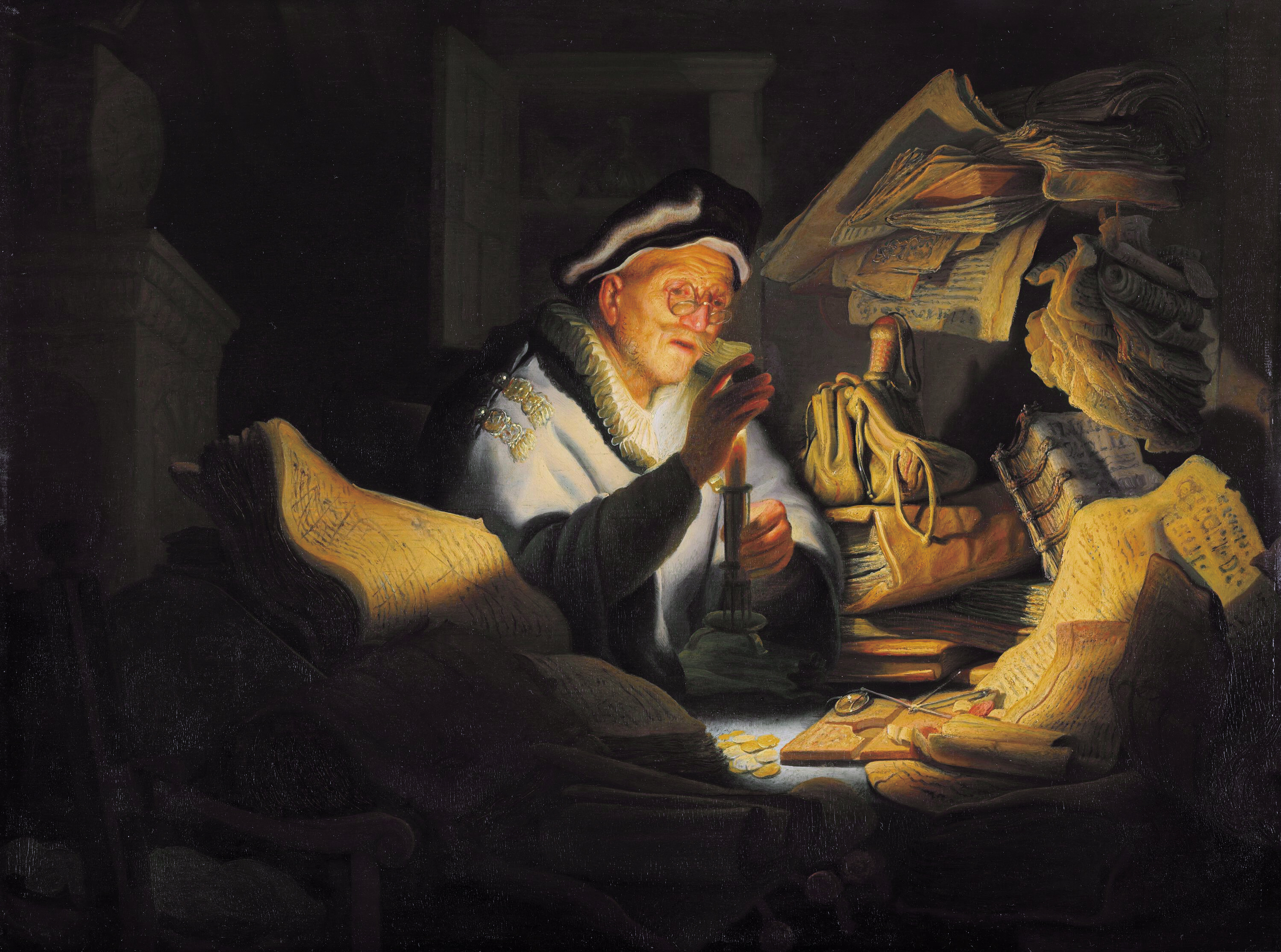
Penningväxlaren av Rembrandt, 1627.

Lombardlån är ett kortfristigt lån mot pantförskrivning av aktier, obligationer, reverser, växlar eller annat är lätt att sälja, t. ex. ädla metaller. Lombardlån förekommer inte längre i Sverige. 
Särskilt i Tyskland användes benämningen lombardlån i samband med olika slag av utlåning på kort tid för att beteckna en engångskredit i motsats till de kreditformer, som medger omsättning med avbetalning eller hel förnyelse av lånet. Alltefter arten av olika panter talar man om värdepappers- och varulombard, växel- och valutalombard o.s.v. 
Vid belåning lägges huvudvikten vid att panten är god och lätt realiserbar, medan den personliga kreditvärdigheten kommer i andra hand, även om den givetvis inte lämnas utan hänsyn. Lånegränsen varierar alltefter pantens art, känslighet för prisfluktuationer m.m. Goda värdepapper, som statsobligationer, belånades upp till c:a 90%, medan aktier och varor, som ofta kan utsättas för prisförändringar, endast belånas till ca 50 %.
Lombardlån härstammar från senmedeltiden då  norditalienska (Lombardiet) städer var finansiella centrum i Europa. Bankerna där expanderade sin verksamhet till andra länder som Tyskland, Frankrike och England.